# Doubt (漫画)
『Doubt』（ダウト）は、外海良基による日本の漫画作品。『月刊少年ガンガン』（スクウェア・エニックス）にて、2007年8月号から2009年3月号まで連載された。デスゲームを題材としたスリラーコミック。

## あらすじ
ウサギ（プレイヤー）の中に紛れ込んだ嘘つきオオカミを探し出すゲーム『ラビット・ダウト』。参加者は全員、ウサギの形をしたマスコットや人形を所持する。ゲームを失敗すると参加者が一人ずつオオカミに殺されていくという仮想ゲーム。ある日そのゲームが現実の通りになり、主人公をはじめとする6人の少年少女が悪夢のような殺人ゲームに巻き込まれていく…。彼らは何者かによって見知らぬ密室に運ばれる。さらに密室にあるあちらこちらにはロックされた扉があり、知らない間に体につけられていたロックされた扉の鍵となるバーコードが密室からの脱出の左右の運命を握る…。

## 登場人物
相川裕（あいかわ ゆう）
主人公。性別は男。
素直な性格で女の尻に敷かれるタイプ。女の子には優しい。
バーコード無し。
芳山美月（ほうやま みつき）
主人公の幼馴染。性別は女。
気の強い性格でケンカなどの場面ではよく裕をかばう。裕のことを「ゆーくん」と呼ぶ。
父親とは一緒に買い物に行くことがあるなど、非常に仲がいい。
バーコードは首の左側。
星栄治（ほし えいじ）
『ラビット・ダウト』の参加者。性別は男。
18歳だが喫煙はする。美月曰く「チンピラ」のような外見と言動の悪さから誤解されがちだが、根はいい性格。しかし冷静さを失うと粗暴になり、それがチーム全体の足を引っ張る要因と化す。レイに好意を抱いている。
バーコードは右手首。
明智はるか（あけち はるか）
『ラビット・ダウト』の参加者。性別は女。
エイジはその落ち着いた口調から年増だと推測していた。なんでも思ったことはズケズケ言う性格。カラオケでは一度マイクを握ったら放さない。男気が強く、参加者一同の姉貴タイプ。
バーコードは右胸。
羽佐間レイ（はざま レイ）
『ラビット・ダウト』の参加者。性別は女。
参加者の中では最年少で、両足が不自由なため車椅子に乗っている。
物語序盤で何者かに殺される。
バーコードは右脚。
駒馬一（こまば はじめ）
『ラビット・ダウト』の参加者。性別は男。
「駒場一」という記述も本編にあるがどちらが正しいのかは不明。
栄治と同じくらいの長身でメガネをかけている。
自称、医大生。
バーコードは左手首。
火傷の男
モニタールームで裕達を監視していた謎の人物。
20代くらいの若い男でスキンヘッド。
バーコードは右手首。

## ゲームのルール
- 勝利条件は「うさぎの中に紛れたオオカミを探し出し、建物から脱出する」で、敗北条件は「参加者全員がオオカミに殺される」。
- 狼は、表向きの設定は、サバイバルゲーム『ラビット・ダウト』の中でうさぎの中に存在する犯人。すべての鍵を開けるバーコードを持ち、謂わばゲームマスターのような役目も兼ねていると言われている。ゲームの機会によって兎を襲うための狼の主要武器が異なるらしい。裕達の巻き込まれたゲームでの狼の武器は斧、その前のゲームではチェーンソー、そしてドラマCD版では金槌となる。

### ゲームの舞台
裕が目覚めた部屋
2階。天井を除く一面コンクリで劣化した形跡がある寒々しい部屋。これといった備品もなく、廃墟の様。
天井にはダクトや配管（パイプ）が多数に交わり、そして部屋を照らす大き目の細長スタンドなどがある。
1つのうち壊れた鏡を含める2つの鏡が飾られ、ドアが2つある。1つのうち、レイが殺された部屋で、もうひとつは1階につながる階段がある。
レイが殺された部屋
2階。人手の届かない少し高めの位置の壁に手や胸に釘を打たれ磔にされていた。着ている服がボロボロになるほど変わり果てたレイの死体がある部屋。この部屋の情景は裕が目覚めた部屋とほぼ同じ。
所々に、レイの所持品が見当たる。ボロボロのぬいぐるみや壊れた車イス。序章を告げた携帯電話。電気スイッチもある。
1階
比較的居間のようになっていて、凸形の広い部屋。2階への階段がフェンス形のため、1階と2階を区分する仕切りのないフロアである。そのため、2階に繋がるドアが見渡せる。
突起部分の地形にはトイレを除くそれぞれホテルの廊下のように対象にドアがある。エイジが閉じ込められた部屋、倉庫の部屋、医務室（?）、未確認の部屋がある。また、このフロア全体を照らしてくれる電気系のパネルもある。
トイレ
男子用形式のトイレ。エイジがバーコードを使って開けた部屋でもあり、後に美月が閉じ込められた場所でもある。
医務室（?）
医療系の注射器やメスなどの道具がそろっており、まるで病室のような場所。しかし、実際は荒れ果てた部屋であり、床にはこわれたガラス破片や、拘束具の短いベルトが多数ある。部屋の内側のドア入り口付近に照明スイッチがあるが、壊れている。人の命を介護する医務室というよりも、人体実験を行うような場所。奥にはカーテンドアがあり、その先にはモニタールームがある。
倉庫
図書室のような場所。棚には色々な資料が並んでいる。ラビットダウトの参加者について書かれたファイルも発見された。ちなみに外に繋がる窓があるが、鉄格子が張られているため脱出は不可能。
エイジが閉じ込められた部屋
飾り気のないベッドと引き出しがある。探索がいのない部屋。閉じ込められている間、エイジは仮眠していた。
モニタールーム
パソコンのコードが床に乱れており、デスクにはほぼこの建物の全ての部屋についている監視カメラによって、様子を見ることができるテレビが数台ある。そして???（上記の人物参照）が背後を見せながら椅子に座っていた。
最後（?）の部屋
狼が開けたと思われる部屋。中には左右それぞれ対称に棚があり、棚には無数の凶器と、ウサギの面が置かれていた。裕が誘拐された時に殴られたモンキーレンチが発見されている。その奥にはさらにもう1つの扉がある。

### バーコード
建物のあちこちにあるロックされた扉を開けるためのキーアイテム。ロックされた扉付近にある四角形の装置にバーコードをかざすことにより認証される。認証した扉は開けることができ、装置の画面がLockからOpenになる。しかしバーコードが使えるのは一度だけで一度使ったら他の扉には使えない。だが使ったバーコードはその扉専用の鍵となり、何度でも開けることができる。

## 単行本
- 外海良基 『Doubt』 スクウェア・エニックス〈ガンガンコミックス〉、全4巻
  1. 2007年12月22日発売 ISBN 978-4-7575-2180-3
  2. 2008年5月22日発売 ISBN 978-4-7575-2278-7
  3. 2008年10月22日発売 ISBN 978-4-7575-2404-0
  4. 2009年5月22日発売 ISBN 978-4-7575-2563-4

## ドラマCD
原作とは違ったオリジナルストーリーで、登場人物も全く異なる。
キャスト
- 立花姫香：松岡由貴
- 山本美弥子：加藤英美里
- 加納洋子：能登麻美子
- 桜茂：羽多野渉
- 西崎和幸：水島大宙
- 柴田隆人：高城元気
- 世良彰：前野智昭
- ナレーション:堀江由衣